# Дзарукки, Марко
Ма́рко Дзару́кки (итал. Marco Zarucchi, род. 22 января 1972 года, Санкт-Мориц, Швейцария) — швейцарский двоеборец, участник двух зимних Олимпийских игр.

## Спортивная биография
На зимних Олимпийских играх Дзарукки впервые выступил в 1992 году на Играх в Альбервиле. В личных соревнованиях после прыжков с трамплина занимал 20-е место, но после лыжной гонки швейцарец опустился на 29-ю позицию. В командных соревнованиях сборная Швейцарии заняла 10-е место. 19 декабря 1992 года Марко Дзарукки дебютировал в Кубке мира на этапе в родном Санкт-Морице. В декабре 1995 года Дзарукки впервые смог попасть на подиум в рамках Кубка мира, став третьим на этапе в американском Стимбот-Спрингс. В январе 1998 года Марко добился наивысшего результат в Кубке мира, завоевав серебро в спринте в австрийском Рамзау.
В следующий раз на зимних Олимпийских играх Дзарукки выступил в 1998 году в Нагано. В личном первенстве Марко провалил прыжковую часть, заняв лишь 43-е место, в результате чего отрыв от лидера составил более 5 минут. Тем не менее лыжная гонка стала для Дзарукки очень успешной. Швейцарский двоеборец показал лучшее время на дистанции и смог подняться на итоговое 25-е место. В командных соревнованиях швейцарцы показали 7-й результат.
Четырежды Дзарукки становился победителем на этапах Кубка мира Б. В 1999 году швейцарский двоеборец завершил спортивную карьеру.